# Ida Kadima Nzumba
Ida Kidima Nzumba, née le 3 août 1957 à Kikwit, est une femme politique de la république démocratique du Congo et cadre du parti Lumumbiste unifié (Palu), parti cher à l'homme d'État Antoine Gizenga,. Sénatrice élue depuis 2019 pour la province de Kwilu et questeure adjoint au parlement (sénat) congolais depuis le 2 mars 2021.